# Hann. Münden
Hann. Münden (originalmente abreviatura de Hannoversch Münden) es una población del estado de Baja Sajonia, en Alemania. La ciudad tiene unos 24 000 habitantes y está situada en el distrito de Gotinga, en la confluencia de los ríos Fulda y Werra, que se unen para formar el río Weser. Es famosa por sus numerosos edificios históricos, algunos de más de seis siglos de antigüedad.

## Denominación

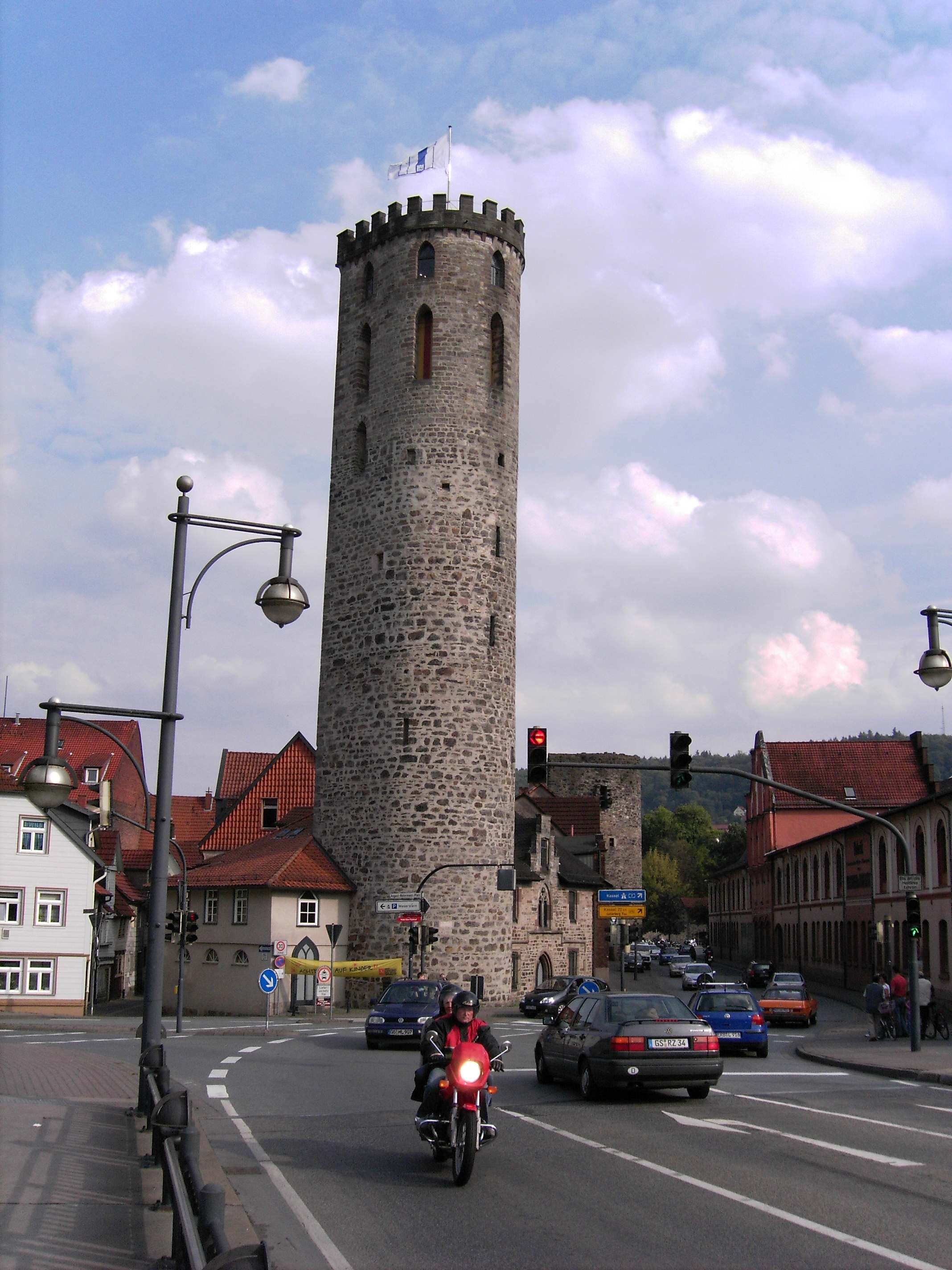
Torre de la muralla

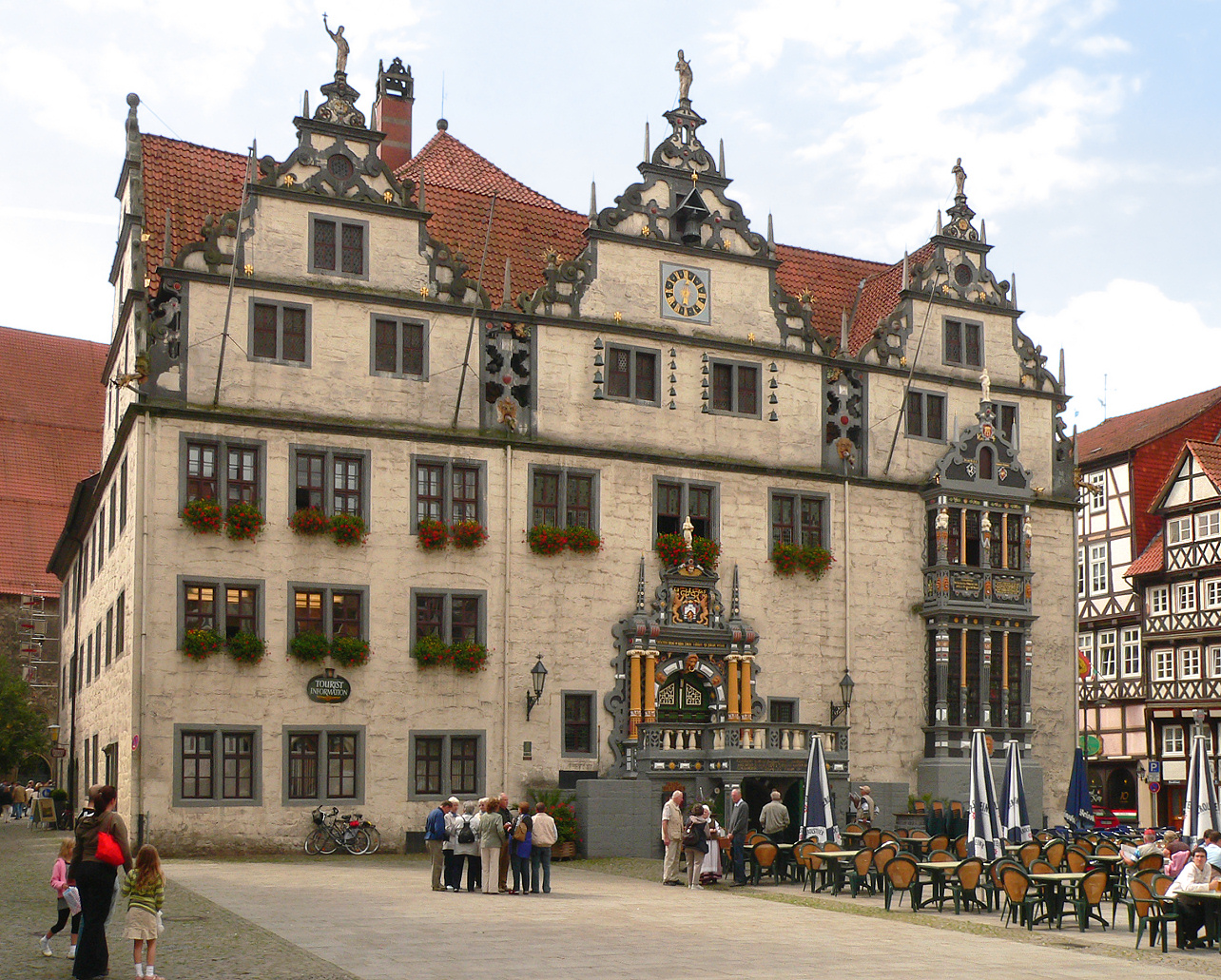
Ayuntamiento de Hann. Münden

La denominación oficial de la población desde 1991 es Hann. Münden. El nombre de la ciudad era originalmente Münden. Posteriormente, se cambió a Hannoversch Münden (por su pertenencia al Reino de Hanóver) con el fin de distinguir Münden de Minden (con pronunciaciones similares). Más adelante, para evitar la confusión con Hanóver, el nombre de la ciudad se abrevió a Hann. Münden. Sus habitantes aún se refieren a su ciudad como Münden.

## Historia
Esta población es mencionada por primera vez, en el año 802, en la escritura de donación de Gimundi a la abadía de Fulda. Durante la última mitad del siglo XII, se le concedieron los derechos de ciudad.
Hann. Münden fue sede de la Real Academia Prusiana de Ciencias Forestales. La Academia se fusionó más adelante con la Universidad de Goettingen, mudándose a un nuevo edificio en el campus principal en 1970.

## Principales monumentos
- La iglesia luterana de St Blasius (siglos XIV-XV), en estilo gótico, contiene los sarcófagos de duque Erico I de Brunswick-Calenberg (f. 1540).[4]
- Jardín Botánico de Investigación de Hannoversch Münden.
- Restos de la muralla medieval del siglo XII y renovada en el siglo XV.[4]
- Tillyschanze, torre de observación construida entre 1881 y 1885 para recordar el asedio a la ciudad llevado a cabo por el Conde de Tilly, en 1626.[4]
- Welfenschloss, construido por el duque Erico I en estilo gótico, en 1501, para residencia y centro administrativo. Después de su destrucción en un incendio en 1560, el duque Erico II lo mandó reconstruir en estilo renacentista. El ala sur fue destruida por otro incendio en 1849, pero no ha sido reconstruida.
- Werrabrücke, uno de los puentes de piedra más antiguos de la ciudad.
- Ayuntamiento, construido en el siglo XIV y renovada su fachada entre 1603 y 1618.